# 达纳
达纳（Dhana），是印度中央邦Sagar县的一个城镇。总人口10295（2001年）。

## 人口
该地2001年总人口10295人，其中男性6302人，女性3993人；0—6岁人口1482人，其中男751人，女731人；识字率75.74%，其中男性为83.85%，女性为62.94%。